# Bánh pudding bít tết và thận
Bánh pudding bít tết và thận là một món ăn chính truyền thống của nước Anh, trong đó bò bít tết hầm và thận bò được nhồi trong bột nghìn năm và sau đó hấp chậm trên một cái bếp nấu.

## Lịch sử
Bell's New Weekly Messenger vào ngày 11 tháng 8 năm 1939 đã đề cập đến món ăn, trong đó nhà văn viết rằng: 
Kẹo hạnh nhân, rượu brandy viên, và các món ăn kèm đã nhường chỗ cho những loại "đồ ăn nướng" cùng với "giò động vật;" ngoài ra, những chiếc bánh cổ truyền thì dành riêng cho tiếng rao trên cầu Blackfriars "Bánh pudding bít tết và thận nóng!"
Công thức đầu tiên cho món bánh pudding bít tết và thận xuất hiện trên báo in đến từ Sussex, trong một cuốn sách của Mrs Beeton do Ward, Lock và Tyler xuất bản năm 1861. Món ăn này ra đời không lâu hơn các công thức được xuất bản vào cuối thế kỷ 19.
Bột nghìn năm được sử dụng để lót trên mặt bát, bên trong là hỗn hợp bít tết và thận trộn chung với hành tây, nước cốt v.v. Tiếp theo, một phần bột được cho lên trên để phủ bánh lại, sau đó thì đậy kín. Kế tiếp, người chế biến sẽ lấy vải muslin phủ lên món ăn rồi buộc quanh bát. Nó được cho vào một cái chảo đậy nắp và hấp trong khoảng bốn giờ hoặc cho đến khi bánh chín. Một số công thức khác bắt buộc phải chọc mọt cái lỗ trên mặt bánh và đổ nước dùng vào bánh pudding mười phút trước khi đem đi thưởng thức.

## Tên gọi
Trong tiếng lóng của Lực lượng vũ trang Anh và một số vùng ở Tây Bắc nước Anh, bánh pudding còn được gọi là "đầu của trẻ sơ sinh".